# Japanonoba patula
Japanonoba patula is een slakkensoort uit de familie van de Vanikoridae. De wetenschappelijke naam van de soort is voor het eerst geldig gepubliceerd in 1863 door A.Adams.